# 50753 Maryblagg
50753 Maryblagg è un asteroide della fascia principale. Scoperto nel 2000, presenta un'orbita caratterizzata da un semiasse maggiore pari a 2,6988557 au e da un'eccentricità di 0,1485758, inclinata di 12,11615° rispetto all'eclittica.